# Перший поділ Вірменії

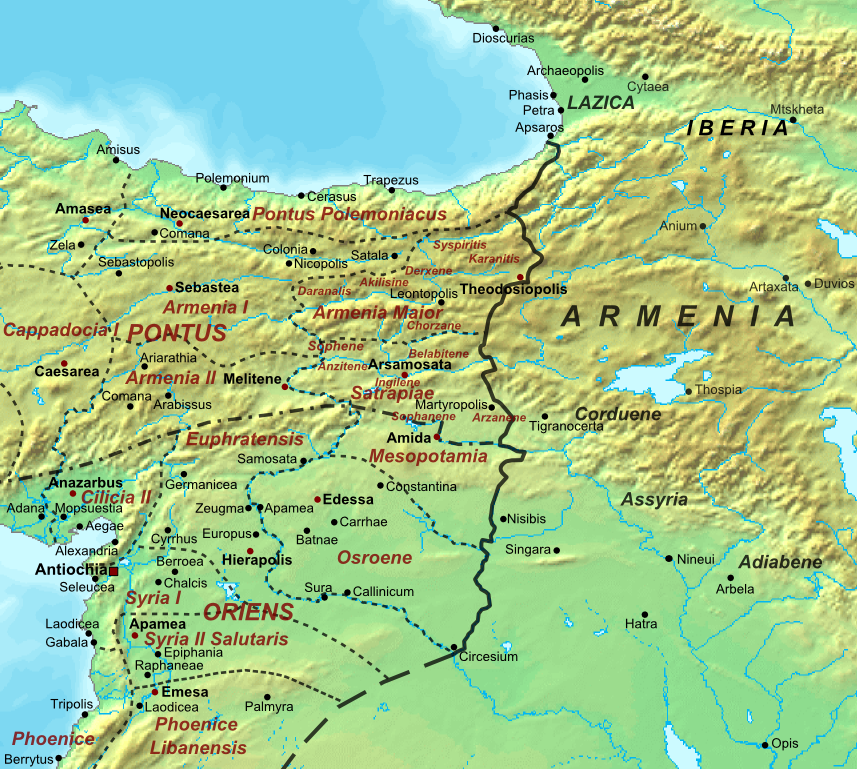
Римо-перський кордон за договором 387 року

Перший поділ Вірменії — поділ Великої Вірменії на Західну і Східну, що відбувся в 387 році. В результаті цього розділу територіальні межі Вірменії були різко скорочені.

## Передісторія
Умови договору 363 року в тій частині, в якій вони стосувалися Вірменії, ймовірно, не були достатньо конкретними. Первісне свідоцтво Амміана явно вказувало, що Рим відмовлявся тільки від свого права захищати Аршака II, проте з подальшої оповіді можна припустити, що ця умова поширювалася і на його наступника Папа. Про те, що відмова Риму від участі в вірменських справах мала більш широкий характер, свідчать також хроніка Зосима і Фауста Візантійського.
Однак надії на міцний мир не справдилися. Шапур II відчував себе зв'язаним зобов'язаннями за договором 363 року тільки за життя Іовіана. Коли римський імператор помер в наступному році, він відновив свою агресивну політику. Основним джерелом подій у Вірменії в цей період є хроніка Фауста. Відповідно до неї, між 364 і 369 відбулося 27 перських набігів на Вірменію. В більшості випадків їх очолювали вірменські перебіжчики, в тому числі принци з роду Аршакідів і Маміконянів. В результаті такої масштабної зради «почалося розпад в таборі вірменського царя». При цьому Шапур наполегливо звав Аршака до себе для ведення переговорів, від чого той постійно відмовлявся, незважаючи на бажання народу укласти мир. Нарешті, на тридцятий рік свого правління, отримавши запевнення у своїй безпеці і ультимативну вимогу приїхати, Аршак відправився в Персію, де був осліплений і ув'язнений до кінця своїх днів. Різні джерела дату цієї події відносять між 364 і 369 роками.
Захопивши Аршака, Шапур став прагнути повного підпорядкування Вірменії та введення в ній вогнепоклонства. Він став також втручатися у справи Іберії, вигнав поставленого Римом Саурмага II передав управління цією країною Аспакурі «надавши йому право носити діадему, щоб явно позначити своє знущання над нашим рішенням». У 370 році Пап, оточений разом з матір'ю в фортеці Артогераса зміг втекти на римську територію, де імператор Валент зустрів його з пошаною і надав для проживання Неокесарію. Проте, побоюючись порушити договір, Валент зважився тільки на надання символічної підтримки — з Папом до Вірменії був віправлений дукс Теренцій, якому не було надано дозволу вступати в зіткнення з персами. В результаті, не дочекавшись допомоги, після 14 місяців облоги, Артогерас здався, а цариця Парандзем була захоплена в полон. Міста Арташаті, Вагаршапат і Зарехаван були також захоплені, зруйновані, а їх жителів забрані в полон.
Нарешті, в 371 році Валент вирішив надати військову підтримку Папі, відправивши коміта Арінфея з військом «щоб надати допомогу вірменам в разі, якщо перси зроблять спробу потривожити країну повториним нападом». У результаті Пап зміг зайняти трон, захоплені персами фортеці були повернуті, а римські гарнізони розмістилися по всій Вірменії. Іверія була розділена на дві частини, одна з яких була віддана вигнаному раніше Саурмагу, який повернувся з дванадцятьма легіонами Теренція, а інша залишилася в Аспакура. З приводу Вірменії Шапур заявив протест, стверджуючи, що надана вірменам підтримка суперечила договору 363 року.
У 372 році вірменський полководець Мушег напав на територію Персії і захопив табір Шапура в Атропатені. І Фауст і Амміан, обидва згодні в тому, що це була виключно вірменська перемога, і римляни брали участь тільки в розділі здобичі. Коли після своєї перемоги Пап став проводити занадто незалежну політику, Валент надав підтримку ворожій царю частині знаті і духівництва, внаслідок чого Пап був зрадницьки вбитий в 374 році. У 387 році Вірменія була розділена і з 391 року правителів Західної Вірменії призначав імператор. У 373 році Валент відправив римські війська до кордону, яким під Вагабантою довелося витримати сильний натиск перської кінноти. Армія Шапура на чолі з шахом прибула в Атропатену, в цій же області стали концентруватися вірменські та римські війська. У зіткненнях, які послідували післі цього римсько-вірменські війська здобули ряд перемог.
У внутрішніх справах цар Пап прагнув до більшої самостійності. Підтримка царем аріанства привела до конфлікту з католикосом Нерсесом і смерті останнього. Після того, як Кесарія відмовилася затвердити кандидатуру, запропоновану царем, він почав обмежувати права і привілеї церкви і схилятися до відновлення язичництва. Запрошений Валентом в Тарс, Пап був поміщений під варту, але зумів втекти. Імператор, який втратив довіру до Папи, наказав убити його.

## Поділ
Після цих подій Шапур вирішив вдатися до дипломатичного вирішення конфлікту і запропонував розділити Вірменію й Іберію. Переговори проходили в 375 і 376 роках і не привели до укладення угоди. У 377 році Валент збирався почати кампанію проти Персії, проте вторгнення готів змусило вивести легіони з Вірменії. Залишивсь без підтримки Вараздат був убитий, а влада перейшла до рук проперсидськи налаштованого Мануїла Маміконяна. Катастрофа під Адріанополем дозволила йому на сім років забезпечити мир своїй країні.
Після смерті Мануїла зацарював Аршак III, син Папа, демонстрував вірність християнській ортодоксії й імператору Феодосію Великому. Однак, оскільки велика частина знаті схилялася до авторитету Шапура III, підтримуваний останній аршакідський принц Хосров IV запанував у Вірменії, а Аршаку довелося тікати під захист Риму. Однак конфлікт, що виник вдалося вирішити дипломатичними засобами. У 386 році посольство Шапура досягло Константинополя, а Стиліхон прибув в Ктесифон. Старий проект розділу Вірменії було реанімовано — і з 387 року Хосров став правити приблизно 4/5 Вірменії, а Аршак — залишившоюся частиною. Територіальні межі Вірменії різко скоротилися.

### Дослідження
- N. H. Baynes. Rome and Armenia in the fourth century // The English Historical Review. — New York-Bombay-Calcutta, 1910. — Vol. XXV (24 March). — P. 625-643.
- Lenski N. E. Failure of empire: Valens and the Roman state in the fourth century A.D. — University of California Press, 2002. — 454 p. — ISBN 0-520-23332-8. century AD Lenski N. E. Failure of empire: Valens and the Roman state in the fourth century A.D. — University of California Press, 2002. — 454 p. — ISBN 0-520-23332-8.
- Даніелян Е. Л. Рік розділу Вірменії. 387 або 385? // Історико-філологічний журнал АН АрмССР. 1980. № 1.